# Anklingeln
Das Anklingeln oder seltener ein Klingelzeichen geben oder in der Schweiz, umgangssprachlich ein Telefon geben (in Publikationen über Afrika sind auch fremdsprachliche Begriffe wie beeping, flashing, miskin oder bipage gebräuchlich) ist eine Kommunikationsmethode für Telefone. Es nutzt eine Lücke im Entgeltsystem der Telefongesellschaften, wobei ein Anrufer zur Vermeidung der Gesprächsgebühren den Angerufenen durch ein ein- oder mehrmaliges Klingelzeichen zu einem Rückruf oder anderen Handlungen veranlasst. Die technischen Aspekte des Anklingelns sind analog zu denen des Aufbaus eines Telefongesprächs, allerdings wird die Verbindung nach kurzem Läuten gezielt abgebrochen.

## Anklingeln unter Nutzung der CLIP-Funktion
Der Anrufer wählt die Nummer des gewünschten Gesprächspartners, wartet das Rufzeichen ab und legt dann sofort auf. Der Angerufene erkennt auf dem Display seines Telefons mit CLIP-Funktion Nummer und evtl. Namen des Anrufers. Daraufhin kann der Angerufene den Anrufer zurückrufen. Auf diese Weise trägt der ursprünglich Angerufene die Kosten des Gesprächs. Somit weist diese Variante eine Ähnlichkeit zu R-Gesprächen auf. Da nahezu alle Telefone mit CLIP-Funktion eine Liste der entgangenen Anrufe speichern, kann Anklingeln auch dann sinnvoll sein, wenn der Angerufene nicht in Reichweite des Telefons ist. Wenn das Anklingeln unter Sendung einer Nummer eines Mehrwertdienstes geschieht, spricht man von einem Lockanruf oder Pinganruf.

## Anklingeln unter Nutzung von vereinbarten Codes
Bei dieser Variante des Anklingelns werden Gesprächskosten komplett vermieden. Man vereinbart Codes, nach denen eine vereinbarte Anzahl von Klingelzeichen entweder passive Informationen (z. B. „Ich bin gesund zu Hause angekommen.“) oder Appelle (z. B. „Hol mich ab!“) übertragen können. Aus technischen Gründen ist das Nutzen von Codes und Morsezeichen unsicherer als das Nutzen der CLIP-Funktion.

## Anklingeln bei Flatrates
Mit der Einführung von Flatrates in der Telefonie, ergibt sich nur dann ein Nutzen aus diesem Verhalten, wenn der Anklingelnde keine Flatrate hat.

## Besondere Bedeutung in Entwicklungs- und Schwellenländern
Während diese Form der Kommunikation zwar weltweit verbreitet ist, bilden Regionen mit großen Einkommensunterschieden, insbesondere Indien und afrikanische Länder, Schwerpunkte. Um Gesprächskosten auf sozial gerechte Weise umzuverteilen, zahlt in der Regel der Wohlhabendere, sofern das eindeutig auszumachen ist. Das führte dazu, dass ca. 40 % der Nutzung der öffentlichen Telefonzellen in Uganda, Botswana und Ghana auf diese Weise stattfinden. Als Gegenmaßnahme gehen einige Telefonanbieter in Afrika dazu über, eigene Dienste anzubieten, welche (zu einem Bruchteil des Preises einer normalen SMS) dem Empfänger mitteilen, er solle zurückrufen.

## Kostenpflichtige Dienste bei Nichterreichbarkeit
Während in Afrika Dienste etabliert wurden, die den Angerufenen über den Rückrufwunsch informieren, stellen seit 2005 verschiedene Mobilfunkanbieter auch Kosten für nicht entstandene Verbindungen in Rechnung. Das geschieht in Deutschland über eine Abwesenheitsnotiz per SMS oder direkte Berechnung der nicht zustande gekommenen Verbindung. Nach einem Urteil des Amtsgerichts Ulm im Juli 2006 ist die Inrechnungstellung von Kosten für Nichterreichbarkeitsansagen unzulässig. Die Dienstanbieter stellten diese Praxis daraufhin jedoch nicht ein. Der Nutzen des Anklingelns ist durch solche Dienste in Deutschland somit eingeschränkt.

## Sonstiges
In der Folge „Bei Klingelzeichen Mord“ aus der Serie Polizeiruf 110 ist das Anklingeln wichtiger Schlüssel der Handlung.
Das philippinische Wort für Anklingeln, „miskol“ (vom englischen „missed call“ abgeleitet), wurde auf einem Treffen von Sprachwissenschaftlern an der University of the Philippines, Diliman zum Wort des Jahres 2007 der Philippinen gewählt.